# Caio Souza
Caio Souza (Volta Redonda, 12 de setembro de 1993), é um atleta brasileiro que compete em provas de ginástica artística. Campeão pan-americano no individual geral em Lima 2019.

## Carreira
Em 2015, Caio Souza conquistou a medalha de prata nos Jogos Pan-Americanos de 2015 em Toronto na categoria por equipes e Bronze no salto. 
Em março de 2016, Caio Souza participou da DTB-Pokal Team Challenge, etapa de Stuttgart na Copa do Mundo de Ginástica Artística, conquistando o quinto lugar no individual geral.  Na participação, Caio foi terceiro no solo (14.766), quarto no cavalo com alças (14.333), quinto nas argolas (14.300), quinto na mesa (14.666), sexto nas barras paralelas (13.466) e quinto na barra fixa (14.233). A competição reuniu ginastas de todo o mundo em preparação para os Jogos Olímpicos de Verão de 2016, no Rio de Janeiro.
Nos Jogos Pan-Americanos de 2019, disputado em Lima, foi ouro na disputa por equipes. No Individual geral sagrou-se vencedor da disputa, conquistando a primeira medalha de ouro do Brasil na modalidade, dividiu o pódio com Arthur Nory Mariano, que ficou com a prata. Conquistou, também, medalha de prata nas barras paralelas, sendo esta a primeira medalha brasileira nesse aparelho.

## Principais resultados
| Ano  | Evento                    | AA               | Equipe            | Solo              | Cavalo com alças  | Argolas           | Salto sobre o cavalo | Barras paralelas  | Barra fixa        |
| ---- | ------------------------- | ---------------- | ----------------- | ----------------- | ----------------- | ----------------- | -------------------- | ----------------- | ----------------- |
| 2012 | Campeonato Sul-americano  |                  | Medalha de ouro   | Medalha de bronze |                   |                   | Medalha de ouro      |                   |                   |
| 2013 | Copa do Mundo - Cottbus   |                  |                   |                   |                   |                   | Medalha de bronze    |                   |                   |
| 2014 | Campeonato Pan-americano  |                  | Medalha de bronze |                   | Medalha de bronze |                   |                      | Medalha de bronze |                   |
| 2014 | Campeonato Mundial        |                  | 6º                |                   |                   |                   |                      |                   |                   |
| 2015 | Jogos Pan-Americanos      |                  | Medalha de prata  |                   |                   |                   | Medalha de bronze    |                   |                   |
| 2015 | Copa do Mundo - Anadia    |                  |                   | Medalha de bronze |                   |                   |                      | 6º                |                   |
| 2015 | Copa do Mundo - Osijek    |                  |                   |                   |                   |                   | 7º                   | 4º                | Medalha de bronze |
| 2015 | Campeonato Mundial        |                  | 8º                |                   |                   |                   |                      |                   |                   |
| 2016 | Campeonato Pan-americano  |                  |                   |                   |                   |                   |                      | Medalha de prata  |                   |
| 2016 | Copa do Mundo - Stuttgart | 5º               |                   |                   |                   |                   |                      |                   |                   |
| 2016 | Copa do Mundo - São Paulo |                  |                   |                   | 5º                |                   |                      | 5º                |                   |
| 2017 | Campeonato Pan-americano  |                  |                   |                   | Medalha de prata  | Medalha de prata  |                      | Medalha de ouro   | Medalha de bronze |
| 2017 | Copa do Mundo - Varna     |                  |                   |                   |                   | 5º                |                      | Medalha de bronze | Medalha de ouro   |
| 2017 | Campeonato Mundial        | 15º              |                   |                   |                   |                   |                      |                   |                   |
| 2018 | Jogos Sul-Americanos      | Medalha de prata | Medalha de ouro   |                   |                   |                   |                      | Medalha de prata  | Medalha de ouro   |
| 2018 | Campeonato Pan-americano  |                  | Medalha de bronze |                   |                   |                   | Medalha de ouro      |                   | Medalha de ouro   |
| 2018 | Campeonato Mundial        | 13º              | 7º                |                   |                   |                   | 8º                   |                   |                   |
| 2019 | Jogos Pan-Americanos      | Medalha de ouro  | Medalha de ouro   |                   |                   |                   |                      | Medalha de prata  |                   |
| 2019 | Campeonato Mundial        | 13º              |                   |                   |                   |                   |                      |                   |                   |
| 2021 | Campeonato Pan-americano  | Medalha de ouro  | Medalha de ouro   |                   |                   | Medalha de ouro   | Medalha de ouro      | Medalha de ouro   |                   |
| 2021 | Copa do Mundo - Doha      |                  |                   |                   |                   | 5º                |                      | Medalha de bronze |                   |
| 2021 | Jogos Olímpicos           | 17º              | R1                |                   |                   |                   | 8º                   |                   |                   |
| 2021 | Campeonato Brasileiro     | Medalha de ouro  | Medalha de ouro   | Medalha de ouro   | 4º                | Medalha de ouro   | Medalha de ouro      | Medalha de ouro   | Medalha de prata  |
| 2021 | Campeonato Mundial        | 13º              |                   |                   |                   |                   |                      | 7º                |                   |
| 2022 | Troféu Brasil             |                  |                   | 5º                | Medalha de prata  | Medalha de bronze | Medalha de ouro      | Medalha de ouro   | 5º                |
| 2022 | Copa do Mundo - Osijek    |                  |                   |                   | Medalha de bronze | Medalha de prata  | Medalha de prata     | 4º                | Medalha de bronze |
| 2022 | Campeonato Pan-americano  | Medalha de ouro  | Medalha de prata  | 5º                |                   | Medalha de prata  | Medalha de ouro      | Medalha de bronze | Medalha de prata  |
| 2022 | Campeonato Brasileiro     | Medalha de ouro  | Medalha de ouro   | 4º                |                   | Medalha de prata  | Medalha de prata     | Medalha de ouro   | Medalha de ouro   |
| 2022 | Copa do Mundo - Paris     |                  |                   |                   |                   | 8º                | Medalha de prata     | Medalha de ouro   |                   |
| 2022 | Jogos Sul-Americanos      | Medalha de ouro  | Medalha de ouro   |                   | 8º                | 4º                | Medalha de ouro      | Medalha de prata  | Medalha de ouro   |
| 2022 | Campeonato Mundial        | 10º              | 7º                |                   |                   |                   |                      |                   | R2                |
| 2023 | Copa do Mundo - Osijek    |                  |                   |                   |                   |                   |                      |                   | Medalha de ouro   |